# Tubbreva
Genre
Tubbreva est un genre de mollusques gastéropodes appartenant à la famille des Cingulopsidae. L'espèce-type est Tubbreva exigua.

## Liste d'espèces
Selon World Register of Marine Species (29 septembre 2017) :
- Tubbreva exaltata (Powell, 1933)
- Tubbreva exigua (Ponder, 1965)
- Tubbreva insignificans Ponder & Yoo, 1981
- Tubbreva micrometrica (Aradas & Benoit, 1876)
- Tubbreva minutula (Powell, 1937)
- Tubbreva parva Ponder & Yoo, 1981